# ورقي المسكن الزمردي
ورقي المسكن الزمردي أو نمل الحمضيات (الاسم العلمي: Oecophylla smaragdina) (ومن اسمائها الشائعة: النمل الأخضر، النمل الحائك، النمل الشجر الأخضر)، هو نوع من النمل الشجري الموجود في آسيا الاستوائية وأستراليا. يبني هذا النمل مستعمرات ذات أعشاش متعددة في الأشجار، كل عش مصنوع من أوراق مُخيطة معًا باستخدام الحرير الذي تنتجه يرقات النمل.
ويستخدم مسحوقه مع خلطها ابالكاري كبهار، في مناطق من الهند وجميع مناطق بورما وتايلاند. وفي تايلاند يستخدم بيضه ويرقاته وحشراته الكاملة في طبق يسمى يوم كهاي (yum khai).